# نجيب المانع
نجيب عبد الرحمن المانع (1926 - 30 تشرين الأول 1991) هو أديبٌ وناقدٌ أدبيٌ وموسيقيٌ ومترجمٌ عراقي.

## النشأة
وُلد نجيب المانع في بلدة الزبير في محافظة البصرة، كان أكثر أهالي بلدة الزبير من أصول نجدية، وكذلك كان نجيب المانع، غادرَ نجيب بلدةَ الزبير إلى البصرة ثم بغداد، ولم يسكن الزبيرَ بعدئذٍ غيرَ أنه وصفها فقال «الزبير بلدة صحراوية، لكن قلوب أهلها منعمة بلطافة الشعور، وكانت الجريمة فيها معدومة تقريباً»، لم تكن الزبير بلدة ريفية ولكن نجيباً المانع حين انتقل إلى بغداد، صار ميله الفكري إلى سكان بغداد من ذوي الأصل القروي ووصفهم بقوله «لم أجد بين مترفي المدينة كثيراً ممن يعرفون عن الحياة وأسرارها، ومن اللغة وتراكيبها، ومن الفنون وتواريخها شيئاً مما وجدته عند الذين يرون امتحانهم اليومي في عين المدينة الشزراء، أولئك الريفيين الذين لفظهم الريف ورفستهم المدينة»، تعلّم نجيب في مدرسة النجاة الأهلية الابتدائية ذات التوجه الديني، فكان في ذلك تقوية مبكرة لملَكته اللغوية والأدبية، وصف نجيب مدرسته فقال «وكنت أصاحب الصبيان الذين درسوا الإبتدائية في مدرسة النجاة الأهلية في الزبير، وهي ابتدائية بالاسم فقط، أما المواد التي تدرس فيها فهي تتجاوز أعمار الصبية بسنين كثيرة...كانوا يدرسون أدق قضايا النحو العربي، ويتبحرون في الشعر وأوزانه وتفعيلاته، ويمارسون المحاسبة التجارية ويتعلمون التاريخ الذي كان مستواه يقرب من المستوى الجامعي، وكانوا يدرسون الفقه والشريعة وتفسير القرآن الكريم». ثم توجّه إلى البصرة التي تعلم فيها في ثانوية العشار وكان معه هناك بدر شاكر السياب، ثم درس في كلية الحقوق بجامعة بغداد سنة 1947، تعلّم نجيب مبادئ الفرنسية من مقيم تونسي في بغداد اسمه علي الحمامي ثم أتمّ نجيب تعلّم الفرنسية بجهوده الفردية، وكان يشتري في صغره في الزبير بقايا كتب أجنبية أدبية تراثية وأسطوانات موسيقية أجنبية كان يبيعها ضباط وجنود قاعدة الشعيبة التابعة للجيش البريطاني المحتل حينئذٍ، فاكتسب نجيب المانع اللغةَ الإنكليزيةَ الفصيحةَ من قراءته لكبار كتاب الأدب الإنكليزي.
بدأ شغفه بالموسيقى منذ أن كان في الزبير، وصفت أخته سميرة المانع ذلك الشغف فقالت «يريد من أهله، أن يستمعوا معه إلى الموسيقى الكلاسيكية، أنْ يشاركوه حبه وهواياته الجديدة. اسمعهم قطعتي «شهرزاد» و«الدانوب الأزرق»، بداية، في باحة بيت الزبير بالمساء، ثم تدرجت الأنغام حتى وصلت إلى سمفونيات بيتهوفن وغيره منسابة أو مرعدة في جو بيت الزبير الصافن الحائر. استمر، كعادته، يُلمّ بالموضوع الإلمام الكافي بصبر دؤوب، حتى تكدست الأسطوانات والتسجيلات عنده ففاقت أعدادها الآلاف، أصبح البيت كتباً واسطوانات أينما سار المرء، كمستودع أو مكتبة عامة في سنوات عمره الأخيرة»، توفي نجيب في لندن في خريف سنة 1991، ويُعتقد أن وفاته من جرّاء الحالة النفسية بسبب غلَبة الدّين، تُوفي جالساً على كرسيه وهو يقرأ كتاباً وينتظر وصول فاكس يبشره بفرصة عمل.

## العمل
- مدير شركة نفط خانقين المحدودة، تيسّر لنجيب أن يطلع من خلال عمله هناك على معارف إنكليزية علمية واقتصادية ولغوية، وكانت إجادته الإنكليزية والفرنسية سبباً في تعيينه في شركة نفط خانقين، حتى 14 تموز سنة 1958، حين صُفّيت الشركة، ونُقلَ نجيب مديراً لمديرية توزيع المنتجات النفطية.
- موظف في مديرية الأموال المستوردة.
- موظف في الدائرة القنصلية لوزارة الخارجية، عُيّنَ فيها بتوصية من الوزير جواد هاشم ثم فُصلَ نجيب بسبب ما قيل إنه قد كتب مقالة تعارض إعدام ناظم الطبقجلي، فقيل إن عبد الكريم قاسم فصلَ نجيباً من الوزارة في صيف سنة 1961، وظل نجيب عاطلاً حتى زال حكم عبد الكريم قاسم سنة 1963.
- «الشركة العربية لإعادة التأمين» كان مديرها مصطفى رجب الذي عيّن نجيباً المانع سنة 1963 في الشركة وابتعثه إلى مركز الشركة في بيروت، وهنالك، في منتصف الستينات حتى أول السبعينات، أخذَ نجيب يعيش خليطاً من أجواء الموسيقى العربية والموسيقى الغربية، ويغترف من مكتبات بيروت أسطوانات موسيقية، وسكَنَ في منطقة الحمراء في شقة ذات ثلاث غرف ملأها أسطوانات، فقصرت به النفقة فكان يشتري بالدَين من المكتبات، فحدثت بينه وبين الدائنين خصومة أدّت إلى عودته إلى بغداد حين بدأ بعدها العمل في مجال الترجمة.
- رئيس هيئة الترجمة في وزارة الثقافة العراقية.[11]
- رئيس جمعية المترجمين.
- محرر في جريدة الشرق الأوسط من لندن.

## الهجرة
بعد أن أصاب نجيباً المانع مرضٌ وثقلت عليه الديون من جراء الكتب والأسطوانات التي اشتراها في بيروت، والولائم التي أَولَمَها هناك إكراماً لضيوفه من أدباء لبنان ولضيوفه القادمين من العراق، اضطرّ نجيب إلى الهجرة بعد إعادة جدولة ديونه، فسافر مع ابنه البِكر "لَبيد" إلى المنطقة الشرقية في السعودية، حيث تجنّس هناك بالجنسية السعودية، ثم توجّهَ إلى جدة ثم إلى لندن ملتحقاً بأخته سميرة المانع زوجة صلاح نيازي، كانت سميرة وزوجها يصدران مجلة الاغتراب الأدبي.
.

## كتبه
كان نجيب ذا ملكة في الكتابة غيرَ أنه كان يتهيّب التأليف إذ كلما أقدم على الكتابة تبدو له صورة كبار الكتاب كالجاحظ والمتنبي والمعري ودوستويفسكي وبروست فيغلبه التردد عن إكثار التأليف، قال "علي عبد الأمير عجام": «تبعثر نتاج نجيب المانع، عومل بإهمال يفوق إهمال النقاد ومؤرخي الأدب له في العراق، وغاب عنا شاهد من أكثر الشهود مصداقية لتدوين سنوات من عمر الثقافة العراقية المملوءة بالعطاء».

### ترجمات
بلغَ عدد ترجمات نجيب المانع ثلاثين كتاباً. منها:
- ترجمة رواية غاتسبي العظيم.
- ترجمة كتاب «دوستويفسكي» لمؤلفه "رينيه ويليك"، وصفَ نجيب تأثره بدوستويفسكي فقال «دوستويفسكي إعصار من عواطف، بركان يغلي فيه الحريق والتدمير، ولكن كما يحدث مع بعض البراكين فإن حممها التي تحرق الأخضر واليابس تتحول بعد زمن ما إلى مواد تخصب الأرض إخصابا عجيبا، أية وسوسات وصرخات وهمهمات أقضت مضجعي ونغصت علي النوم أطلقتها حروف هذا الكاتب الذي صافحني بید دامية واستضافني على طعام قوامه إحدى رئتيه، لعل كثيرين قرأوا دوستويفسكي فلم يحطمهم كما حطمني ولم يغير مجرى دمائهم كما غير مجری دمي، والأمر يعود إلى الاستعداد الأصلي لكل قارئ ولكل متقبل.».[20]
- ترجمة كتاب «بيتهوفن: دراسة في تطوره الروحي».
- ترجمة كتاب «مارسيل بروست والتخلص من الزمان»، دار الحرية للطباعـة، بغداد.
- ترجمة كتاب «تولستوي».
- ترجمة كتاب «بُناة العالم».
- ترجمة كتاب «بتهوفن: دراسة في تطوره الروحي»،[21] قال نجيب في مقدمته «ترجمتي لهذا الكتاب ابنة شرعية للحب، حبّ مزدوج، وقد يتورد الحب والجذوة الداخلية في واحدة.. إنّه حبٌ مزدوج، فهناك بتهوفن موسيقيُّ الأعماق وهنالك كتاب سوليفان أحد كاشفي الأعماق».
- ترجمة كتاب «أشكال الرواية الحديثة، وليام فان اوركونور وآخرون»، نُشر في بغداد سنة 1981.
- توثيق الارتباط بالتراث: إحياء الحس البلاغي، سنة 1969.[22]

### قصص
- "مذكرات عُمُر أكلتهُ الحروف"، سيرة ذاتية كتبها نجيب عن حياته، وطُبعت بعد وفاته، قالت فاطمة المحسن «تكتسب المذكرات عند المانع مسحة اعترافية، ومرد هذا كما نتخيل، تشبعه بالثقافة الغربية، فنجاح السير الذاتية للأدباء الغربيين تقوم على قدرة الكشف عن المستور ومحاولة التعرض إلى مثالب يجهلها القارئ عن أديبه المفضل، وهكذا يمضي المانع حتى لو بالغ في ذم نفسه في محاولة عكسية لما يكتبه الأدباء والساسة الذين اعتادوا على تضخيم ذواتهم وخلق صورة لأنفسهم لا تشابه الحقيقة»، وصف نجيب مذكراته فقال «الذكريات لا تتناول حياتي بل تأثير القراءة والكتابة في هذه الحياة، ولهذا قلتُ إنه عُمُرٌ أكلته الحروف، أي الكلمات، سواء المقروءة منها أم المكتوبة».[23] تضمنت مذكرات نجيب رأيه في ثمرة الأدب واتخاذه لتهذيب النفس قال في مذكراته «إذا كنت تعلّمت شيئاً من قراءة الأدب فهو مُحرّر للروح من إغراء الكراهية فحتى الهجاء شيء من التلقيح ضدّ الكراهية بالكراهية إذا كان هجاءً مُصاغاً صياغة فنية رفيعة...أجمل قصيدة يصيرها الإنسان، وهو أروع القصائد: هي أن يكون خالياً من الكراهية؛ ولكن الخلوّ من الكراهية لمدة طويلة عسير جداً، فقد عرفت وأنا أدرج نازلاً في سلّم الحياة، أنّ إغراء الكراهية أقوى من أي إغراء في العالم أولاً لأنها أهون العواطف، وثانياً لأنها أقواها، وثالثاً لأن أي شيء في إمكانه أن يثيرها: يكفي ألا تعجبك القصيدة كي تكره صاحبها ويكفي أن تكره صورة ما كي تكره راسمها، ويكفي أن شخصاً ما لا يستقبلك بحرارة كي تكرهه، أما بالتقصير في الواجب الاجتماعي أو المناسبة فأنت مستعد لكي تكره أقرب المقرّبين إليك.».[24] تجنب نجيب أن يذكر في مذكراته يومياتٍ تفصيلية، بل سعى إلى انتقاء أحداث معينة يجد فيها معنى أو قيمة يُمكن الاستنتاج منه، وقد أورد في مذكراته أنه اختلقَ رسالةً مرسلة إليه من قارئ تنتقد بشدة شخصية نجيب المانع وتصفها بالمملة، وكتاباته وتصفها بالتحذلق، وأفكاره وتصفها بالبلادة، فأقنع نجيب رئيس الجريدة بأن تلك الرسالة حقيقية ولذلك طلب أن ينشرها للقراء، ثم علّق على هذا الحدث فقال «إن هذه الرسالة مزيفة وإنه هو من ابتكرها وحادثتها، ليؤكد لنفسه ولقرائه طبيعة الشخصية المثقفة والعربية التي تهتم بكل ما يغض من الآخرين وتغتبط به، فقد وجد أن القرّاء اهتموا بحلقة الرسالة وتابعوا بعناية كل ما جاء فيها، بينما لم يهتموا كثيرا بغيرها وبما جاء فيه من أفكار ودعوات وحوادث».[25]
- «الممثل يضحك الجمهور» في مجلة “الرسالة” اللبنانية 1957.
- «الأعمى والحذاء» في مجلة «الفنون» العراقية 1958.
- «فولكنر على نهر الغرّاف» في مجلة «المثقف» العراقية 1958.
- «شاعر يعترف» في مجلة «المثقف» العراقية 1958.
- «الدرس الأول» في مجلة «الأديب» العراقية 1961.
- رواية «تماس المدن» سنة 1979،[6] قال "علي عبد الأمير عجام" «حين أراد أن يضع ثقل ثقافته في عمل إبداعي يتحدث فيه عن المدينة بوصفها الأرض التي تتعايش فيها الثقافات بتجانس وتوافق، أخرج روايته الوحيدة «تماس المدن» فجاءت مثقلة بعدد من المشاريع الروائية، ولم تحقق انتشارها أو تستقطب اهتمام النقاد، وقوبلت بالصمت والإهمال. ولم يكن ثمة ما ينوء به ظهره مثل إحساسه بالهيبة أمام الكتابة، والترهّب منها. فكلما أقدم على إعْمالِ قلمه، تمثّل أمامه عظماء الأدب من المتنبي والمعري والجاحظ إلى دوستويفسكي وبروست، فترتجف يداه أمام حجم التحدي».[26]

### نقد
- بحث مفصل عن الروائي الأميركي "ايرنست همنجواي"، نُشرَ في مجلة «الآداب» اللبنانية، في خمسينات القرن العشرين.
- في الأدب والموسيقى، نُشر سنة 2018، احتوى الكتاب على إنجازات رُوّاد الموسيقى والأدب وخصائص كل رائد منهم ومميزاته.[27]
- جسارة التعبير: هو كتاب نُشر سنة 2011 بعد وفاة نجيب، جُمع في الكتاب 26 مقالة لنجيب، جمعها صلاح نيازي زوجُ سميرة المانع أختِ نجيب، ومن المقالات المضمنة في الكتاب مقالة «سايكولوجية الكتابة لمطبوع يعيش لساعتين»، رأى فيها نجيب أن النشر في الجرائد اليومية هدرُ للمحتوى الجيد، إذ لا يقرأها أحد ولا تلبث الجريدة أن تُلقى في المزابل أو تُستعمل تحت موائد الطعام، قال نجيب «كان أكثر ما كان يؤلمني منظر الجرائد التي تصلنا يومياً، في المؤسسة الإعلامية التي عملت فيها، والتي كنت أنا المتصفح الوحيد، أو القارئ لها».[28][29]